# Juvasshytta
Juvasshytta is een bemande toeristenhut bij Galdesanden in de gemeente Lom in de provincie Innlandet in het midden van Noorwegen.
De hut ligt op circa 1841 meter boven zeeniveau in het hooggebergte Jotunheimen bij de berg Galdhøpiggen. Er zijn verschillende wandelingen mogelijk. Het ligt aan het einde een zijweg ter hoogte van Galdesanden aan de RV 55, de Sognefjellsweg. Hier is ook het skigebied waar ook vaak in de zomer geskied kan worden. Andere berghutten in de omgeving zijn Raubergstulen en Spiterstulen.
Omliggende plaatsen zijn Bøvertun en Elveseter. Dichtstbijzijnde gemeente is Lom.